# Pniów
Pniów [pronunciación en polaco: /pɲuf/] (en alemán: Pinnow) es un pueblo en el distrito administrativo (gmina) de Miślibórz, dentro del distrito de Miślibórz, voivodato de Pomerania Occidental, Polonia. Según el censo de 2011, tiene una población de 41 habitantes.
Está ubicado aproximadamente 9 kilómetros al suroeste de Myślibórz y 59 kilómetros al sur de la capital regional, Szczecin.
Antes de 1945 el área era parte de Alemania. Para la historia de la región, véase Historia de Pomerania.